# Sogno causato dal volo di un'ape intorno a una melagrana un attimo prima del risveglio
Sogno causato dal volo di un'ape intorno a una melagrana un attimo prima del risveglio (1944) è un dipinto surrealista di Salvador Dalí.

È custodito presso El Museo Thyssen-Bornemisza di Madrid.

## Descrizione
L'azione del dipinto – l'enorme melograno da cui fuoriesce un pesce che "genera" due tigri dietro a una baionetta – rappresenta il violento risveglio della donna dai suoi sogni tranquilli. Nel quadro appare anche la figura di un elefante, ricorrente in molti quadri di Dalì, ispirato al piedistallo della scultura Obelisco della Minerva di Gian Lorenzo Bernini che si trova a Roma e rappresenta un elefante che trasporta un antico obelisco.
Il corpo nudo di una donna distesa levita su di uno scoglio sospeso nel vuoto. La superficie perfettamente liscia della struttura, pare emergere da un mare dalla superficie piatta e vetrificata. La donna sembra dormire serenamente mentre due tigri la stanno per aggredire. In realtà tutta la scena è, tipicamente, surreale. A sinistra nel dipinto da una melagrana spaccata esce un grande pesce. Dalla bocca dell’animale, poi, fuoriesce una grande tigre.
Quindi un'altra esce dalla bocca della prima e l’azione prosegue con un fucile a baionetta la cui punta sta per toccare il braccio della donna distesa. La scena riserva altre visioni surreali. In primo piano un'ape vola intorno ad una melagrana. Sullo sfondo un elefante dalle zampe di ragno traversa tranquillamente la scena portando sulla sua groppa un obelisco di pietra. A destra, verso il bordo del dipinto un promontorio si affaccia sul mare ideale. Il tema dell'elefantino con obelisco sulla schiena fu probabilmente ispirato a Salvador Dalì da quello creato da Bernini e posto sulla fontana in Piazza della Minerva a Roma.
Questo è un esempio dell'influenza freudiana sull'arte surrealista e del tentativo di Dalí di esplorare il mondo dei sogni.

## Interpretazione
Alcuni critici hanno suggerito che questo dipinto sia un'interpretazione surrealista della teoria dell'evoluzione.